# Louis de Balbes de Berton de Crillon

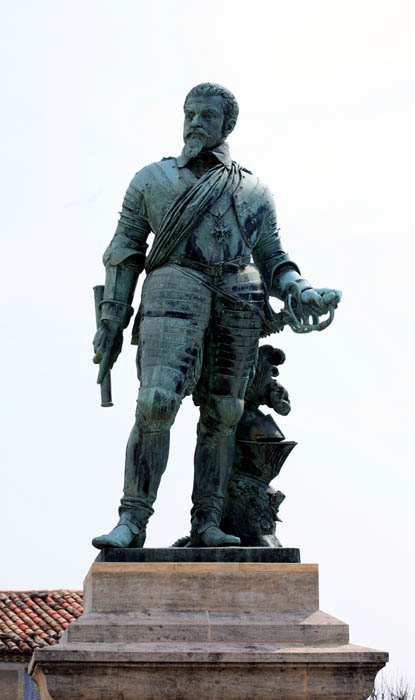
Estátua de Louis de Balbes de Berton de Crillon, dito "O Bravo Crillon", em Crillon-le-Brave

Louis Des Balbes de Berton de Crillon, nascido em Murs no ano de 1541, morto em Avinhão em 2 de Dezembro de 1615, é um homem de guerra e nobre francês.

## Biografia
É um dos maiores capitães do século XVI.
Distinguiu-se por seu valor sob o reinado de Henrique II, Carlos IX, Henrique III e Henrique IV e combateu na Batalha de Lepanto (1571) sob as ordens de João da Áustria.
Acompanhou o Duque de Anjou (posteriormente Henrique III de França) até a Polônia, defendeu-o depois contra a Liga Católica, mas rejeitou a proposta de assassinar o Duque de Guise.
O Rei Henrique IV só o chamava "O Bravo Crillon". É conhecido o bilhete que o rei lhe escreveu no campo de batalha de Arques, onde Crillon não pode estar : 
Enforque-se, bravo Crillon! Combatemos em Arques, e tu não estavas lá.
É nomeado coronel general da infantaria francesa.
Foi inumado na Catedral de Notre-Dame-des-Doms, em Avinhão.